# Eglon van der Neer
Pour l’article homonyme, voir Van der Neer.

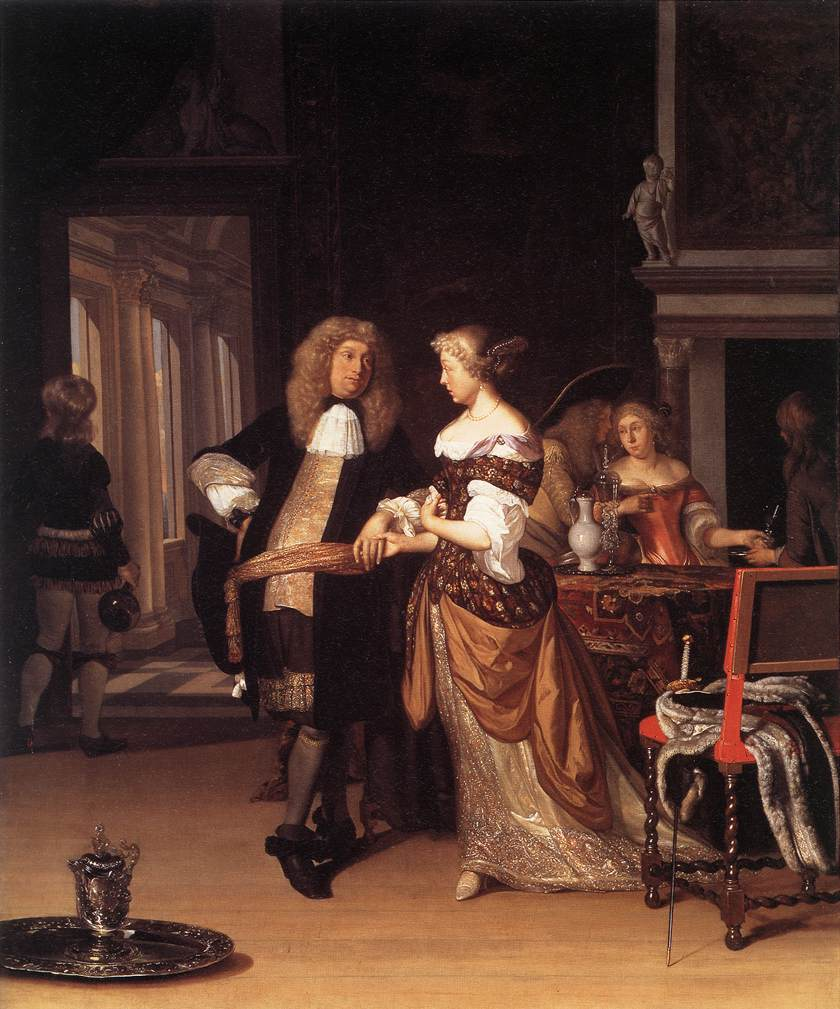
Couple élégant dans un intérieur, 1678.

Eglon van der Neer (1635/36, Amsterdam - 3 mai 1703, Düsseldorf) est un peintre du siècle d'or néerlandais, fils du peintre Aernout van der Neer. D'abord peintre de scènes historiques et de portraits, il s'est tourné ensuite vers la peinture de paysage.

## Biographie
Ayant au moins cinq frères et sœurs plus jeunes, il a été baptisé comme eux à la Nieuwe Kerk à Amsterdam, son père s'étant marié et installé dans cette ville en 1629. À Amsterdam, il a été l'élève du peintre Jacob van Loo. Après un séjour de trois ans à Orange, en France, à partir de 1654 en tant que peintre pour Friedrich von Dohna (1621–1688), gouverneur de la principauté d'Orange, il retourne à Amsterdam où il épouse Maria Wagensvelt, fille d'un riche notaire de Rotterdam, en février 1658. En 1663, il s'établit à Rotterdam avec sa famille où Adriaen van der Werff devient son élève. Il y reste jusqu'à la mort de sa femme, en 1677. En 1679, il est à La Haye où, en 1680, il devient membre de la Confrérie Pictura. Plus tard la même année, il s'établit à Bruxelles et il y épouse la peintre miniaturiste Marie Du Chastel. Elle lui donnera neuf enfants. À Bruxelles, il est nommé peintre officiel du roi Charles II d'Espagne. Mais quelques années plus tard, à la suite du bombardement de la ville par les Français, il décide de quitter Bruxelles. Après la mort de sa seconde femme, ayant rencontré Adriana Spilberg peintre à la cour et fille de son prédécesseur Johannes Spilberg, le peintre récemment décédé de la cour du Palatinat, il parvient à se faire nommer peintre officiel de la cour du prince-électeur Jean-Guillaume de Neubourg-Wittelsbach, à Düsseldorf, qui l'avait déjà remarqué à Bruxelles. Eglon van der Neer résidera à Düsseldorf jusqu'à sa mort en 1703.

## Style

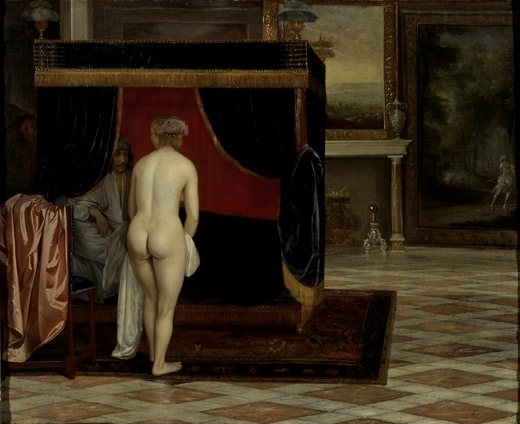
La femme de Candaule découvre Gygès, 1675-1680.

Pendant la première période de sa carrière, à Amsterdam et Rotterdam, van der Neer peint surtout des scènes de genre et des portraits qui montrent sa capacité à utiliser une grande variété de styles différents. Ses scènes d'intérieur sont marquées par l'influence de peintres comme Pieter de Hooch, Gerard ter Borch, Gabriel Metsu et Frans van Mieris l'Ancien. En revanche, il n'a peint que très peu de scènes bibliques et les premières qu'il a réalisées sont très similaires à ses scènes de genre et figurent les personnages dans des intérieurs contemporains de son époque. Ensuite, à Bruxelles et Düsseldorf, Van der Neer situe ses peintures d'histoire dans des environnements naturels, sur fond de paysage. Dans ces œuvres, il suit l'exemple du peintre allemand Adam Elsheimer. Ses paysages "purs", qui eux ne représentent pas de personnages tirés de sources littéraires, montrent d'autres influences stylistiques, en l'occurrence celles de Jan Brueghel l'Ancien et Jacques D'arthois. La plupart des peintures de van der Neer sont de petite taille et montrent un style très appliqué et fini. Néanmoins, lorsque la scène ou la commande l'imposait, il a aussi été capable de réaliser des tableaux de plus grand format.

## Quelques œuvres
- Autoportrait, 1696, Galerie des Offices à Florence, Italie.
- Patineurs, Musée des beaux-arts de Lyon, France.
- Mars et Venus, huile sur bois, 69,3 × 57,8 cm, coll. part[3].
- La Grande Dame, 1665, huile sur toile, 64 × 55,5 cm, coll. part[4].
- Femme jouant du luth dans un intérieur, 1675, huile sur toile, 39.4 x 33.4 cm, The Leiden Collection, New York